# 이의진 (스키 선수)
이의진(2001년 10월 26일~)은 대한민국의 크로스컨트리 스키 선수이다.